# فرودگاه مانگایا
فرودگاه مانگایا (به انگلیسی: Mangaia Airport) یک فرودگاه همگانی با کد یاتا MGS است. این فرودگاه در شهر مانگایا کشور جزایر کوک قرار دارد.

## شرکت‌های هواپیمایی و مقصدهای پروازی
| شرکت‌های هواپیمایی | مقصدهای پروازی |
| ----------------- | -------------- |
| ایر راروتونگا     | راروتونگا      |

The ایر راروتونگا Rarotonga connection is operated four days a week.